# TOI-715
TOI-715とは、地球からとびうお座の方向に位置する赤色矮星で、太陽系から約138.5光年離れたところに存在する。2023年、この恒星のハビタブルゾーン内を公転する太陽系外惑星が発見された。

## 概要
TOI-715の「TOI」とは、TESS object of interestの略である。スペクトル分類がMの赤色矮星で、質量は太陽質量の23%、半径は太陽半径の24%である。温度は約3075ケルビンである。
観測期間中にフレアが観測されなかったため、この恒星は太陽よりも古い恒星であることを示唆している。大きな誤差はあるものの、年齢はおそらく60～70億年程度であり、したがってこの恒星は若い赤色矮星に典型的な最初の活発な段階を既に過ぎたとされる。

## 惑星系
TESSによるトランジット法を用いた観測により、2023年に1つの確認された太陽系外惑星と、まだ確認されていない別の太陽系外惑星の候補の発見が発表された。惑星の最初の観測は2019年であり、このときTOI-715の周囲にスーパーアースに分類される惑星の候補が存在することが公表され、その後、いくつかの地上の天文台によるフォローアップ観測が2年間にわたって実施された。
確認された惑星はTOI-715 bと指定され、半径は地球半径の1.55倍で、保守的なハビタブルゾーン内を公転しており、その表面に液体の水が存在する条件が揃っている可能性がある。大気による温室効果を考慮しない平衡温度は234 ± 12ケルビンである。トランジット法のみで発見されたため質量は不明である。この惑星が完全に岩石で構成されている場合、質量は地球質量の7倍、海洋惑星の場合は2倍である可能性がある。
同じ研究では地球サイズの2番目の惑星の存在が示唆されており、この惑星も外側の境界に近いもののハビタブルゾーン内を公転しているとされている。この2番目の惑星候補の平衡温度は約215ケルビンとなる。
| 名称 （恒星に近い順） | 質量 | 軌道長半径 （天文単位） | 公転周期 (日)                | 軌道離心率 | 軌道傾斜角           | 半径           |
| --------------------- | ---- | ----------------------- | ---------------------------- | ---------- | -------------------- | -------------- |
| b                     | —    | 0.0830±0.0027           | 19.288004+0.000027 −0.000024 | —          | 89.856+0.018 −0.017° | 1.550±0.064 R⊕ |
| .02 (候補)            | —    | 0.0986±0.0054           | 25.60712+0.00031 −0.00036    | —          | 89.72+0.14 −0.12°    | 1.066±0.092 R⊕ |